# Mercedes-AMG GT 4 portes
La Mercedes-AMG GT 4 portes est un coupé 4 portes développé par le constructeur automobile allemand Mercedes-AMG à partir de 2018. Elle est le troisième modèle construit par l'ancienne branche sportive du constructeur à l'étoile.

## Présentation

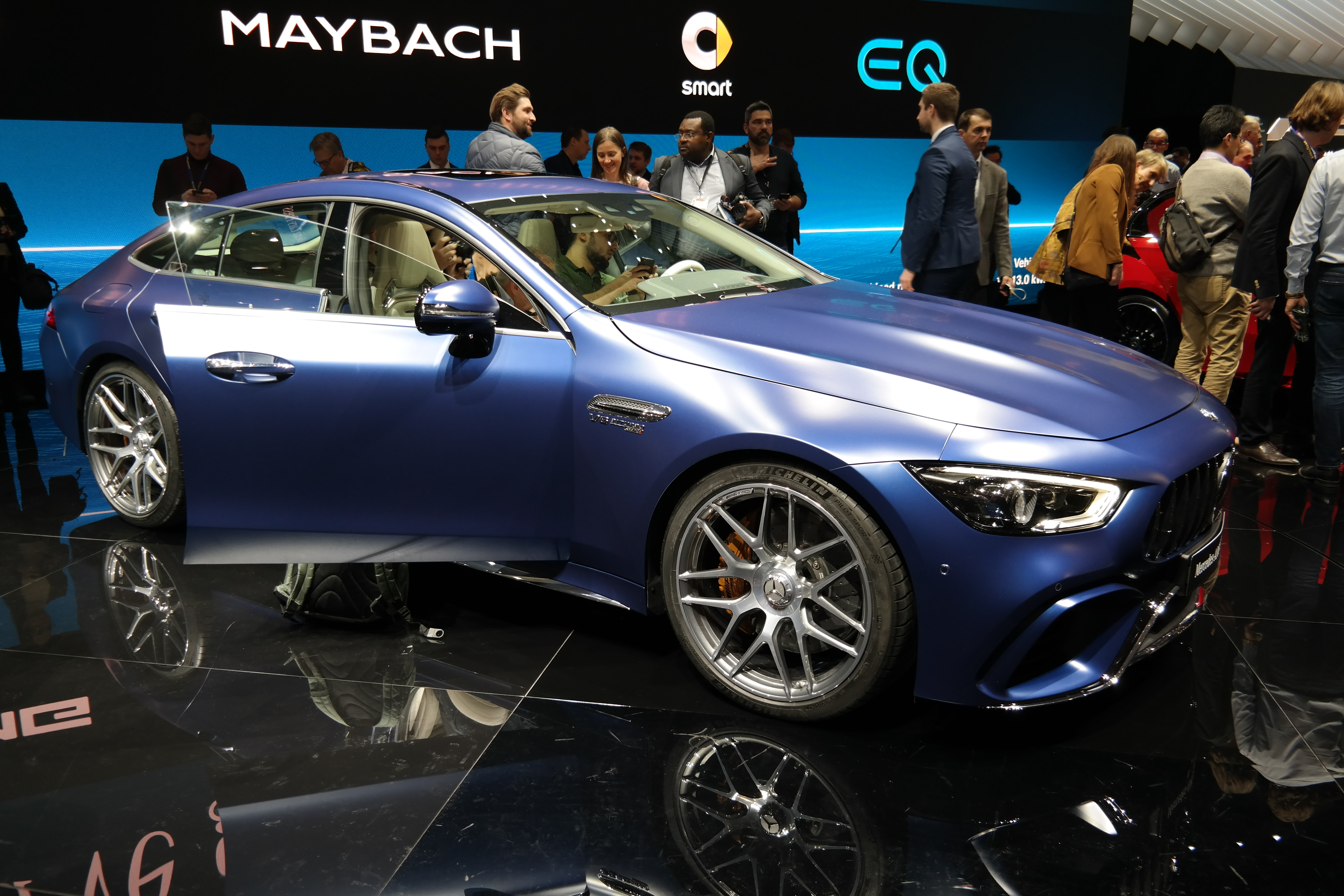
Mercedes-AMG GT 4 portes au salon de Genève.

La Mercedes-AMG GT 4 portes, dévoilée en mars au Salon international de l'automobile de Genève 2018, est une berline-coupé quatre portes concurrente de la Porsche Panamera et de la BMW Série 8 Gran Coupé dont le concept est aussi dévoilé à Genève. 
Elle est la version berline 4 portes et 4 places de la Mercedes-AMG GT coupé dans la gamme, dont elle reprend le V8 Biturbo de 4,0 litres mais pas le châssis, car celle-ci repose sur la base de la Mercedes classe CLS. Bien qu'elle dispose d'un hayon et donc de 5 portes, Mercedes-AMG l'a dénommé GT 4 portes.
La GT 4 portes est commercialisée à partir de l'été 2018, et elle sera suivie d'une version hybride en fin d'année qui devrait atteindre les 800 ch.
Le 24 octobre 2018, Demian Schaffert (ingénieur en développement chez Mercedes-AMG) réalise le temps de 7 min 25 secondes et 41 millièmes sur le tracé sur Nürburgring. Elle est désormais la voiture de production quatre places la plus rapide à avoir jamais conquis le légendaire Nordschleife du Nürburgring.

### Phase 2
La version restylée de la GT 4 portes est présentée en juin 2021.

## Caractéristiques
La 53 AMG, motorisée par un 6-cylindres en ligne, est équipée d'un système d’hybridation légère 48 volts (EQ Boost), composé d’un alterno-démarreur et d’un moteur électrique, qui lui permet d'obtenir un boost de 22 ch et de 250 N m de couple supplémentaires.
L'instrumentation digitale ainsi que la planche de bord sont reprises de la Mercedes CLS, avec un double écran « Widescreen cockpit » et un système multimédia MBUX. Elle reçoit une large console centrale entre les sièges à la manière des Mercedes-AMG GT coupé et roadster.

### Motorisations

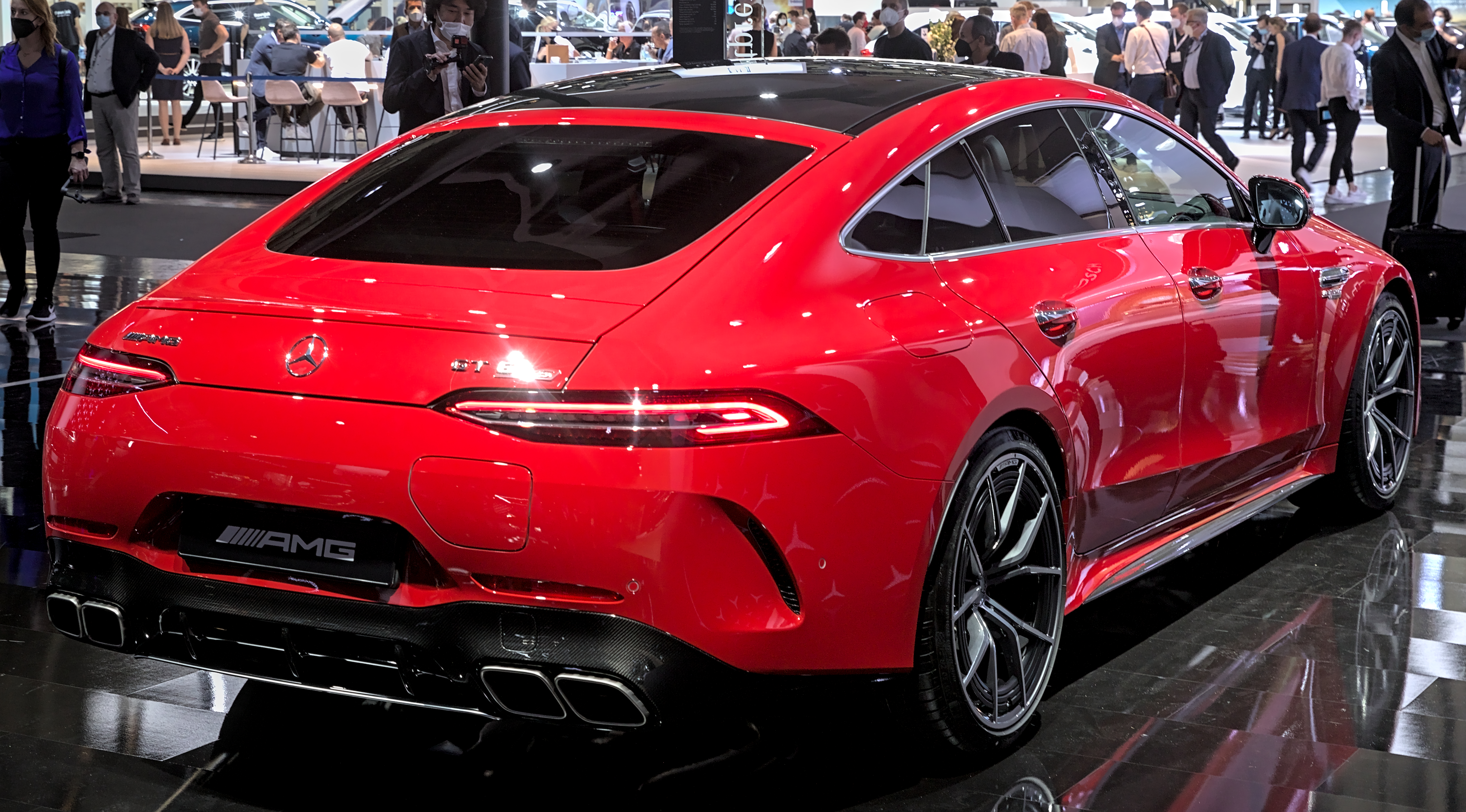
Mercedes-AMG GT 63 S E Performance.

La GT 4 portes est motorisée par un V8 ou un 6-cylindres en ligne. Toutes les versions de la GT 4 portes reçoivent la transmission intégrale 4Matic+, et les 63 et 63S ajoutent les 4 roues directrices ainsi que la boîte automatique AMG Speedshifts à 9 rapports.
En septembre 2021, au salon de l'automobile de Munich, Mercedes présente la version AMG GT 63 S E Performance dotée du V8 bi-turbo de 4,0 litres accouplé à un moteur électrique, positionné sur l'essieu arrière, pour une puissance cumulée de 816 ch.
|                                                      | AMG GT 63S                                     | AMG GT 63                                      | AMG GT 53                                      | AMG GT 43                                      |
| ---------------------------------------------------- | ---------------------------------------------- | ---------------------------------------------- | ---------------------------------------------- | ---------------------------------------------- |
| Moteur                                               | V8                                             | V8                                             | 6-cylindres en ligne                           | 6-cylindres en ligne                           |
| Admission                                            | Biturbo                                        | Biturbo                                        | Turbocompressé                                 | Turbocompressé                                 |
| Cylindrée (cm³)                                      | 3 982                                          | 3 982                                          | 2 999                                          | 2 999                                          |
| Puissance ch (kW)                                    | 639 (470)                                      | 585 (430)                                      | 435 (320)                                      | 367 (270)                                      |
| au régime de (tr/min)                                | 5 500 à 6 500                                  | 5 500 à 6 500                                  | 6 100                                          | 5 500 à 6 100                                  |
| Couple (N m)                                         | 900                                            | 800                                            | 520                                            | 500                                            |
| au régime de (tr/min)                                | 2 500 à 4 500                                  | 2 350 à 5 000                                  | 1 800 à 5 800                                  | 1 800 à 4 500                                  |
| Vitesse (km/h)                                       | 315                                            | 310                                            | 285                                            | 270                                            |
| 0 à 100 km/h (secondes)                              | 3,2                                            | 3,4                                            | 4,5                                            | 4,9                                            |
| Transmission                                         | Intégrale (4Matic+)                            | Intégrale (4Matic+)                            | Intégrale (4Matic+)                            | Intégrale (4Matic+)                            |
| Boîte de vitesses                                    | Automatique à 9 rapports AMG Speedshift MCT-9G | Automatique à 9 rapports AMG Speedshift MCT-9G | Automatique à 9 rapports AMG Speedshift TCT-9G | Automatique à 9 rapports AMG Speedshift TCT-9G |
| Consommation (en L/100 km) urbain/extra-urbain/mixte | 11,3                                           | 15,2/8,9/11,3                                  | 11,7/7,7/9,1                                   | 12,3/8,0/9,4                                   |
| Émissions de CO2 (g/km)                              | 257                                            | 256                                            | 215                                            | 209                                            |
| Poids (DIN) (kg)                                     | 2 120                                          | 2 120                                          | 2 045                                          | 2 040                                          |

Mercedes-AMG GT 4 portes au Mondial Paris Motor Show 2018
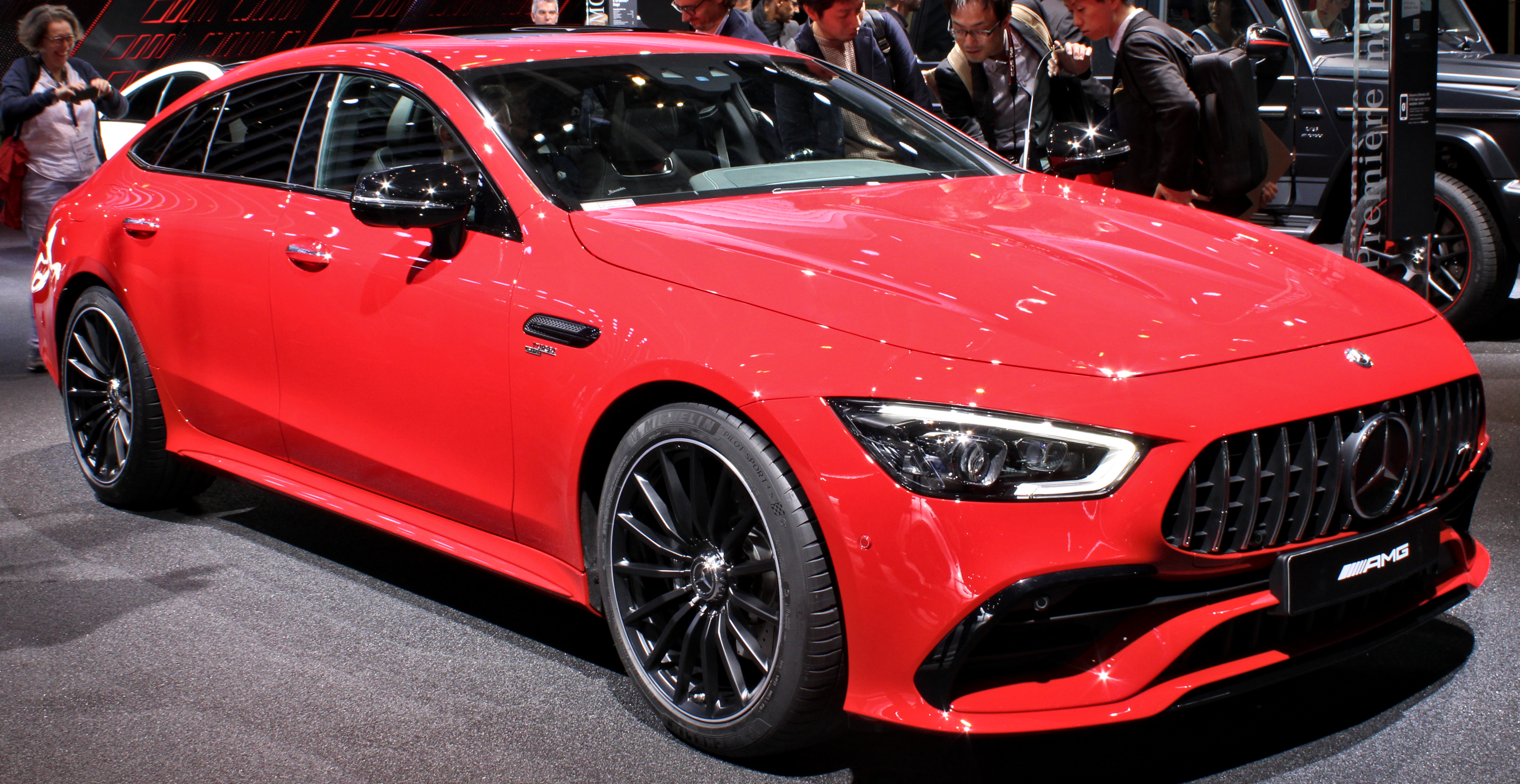
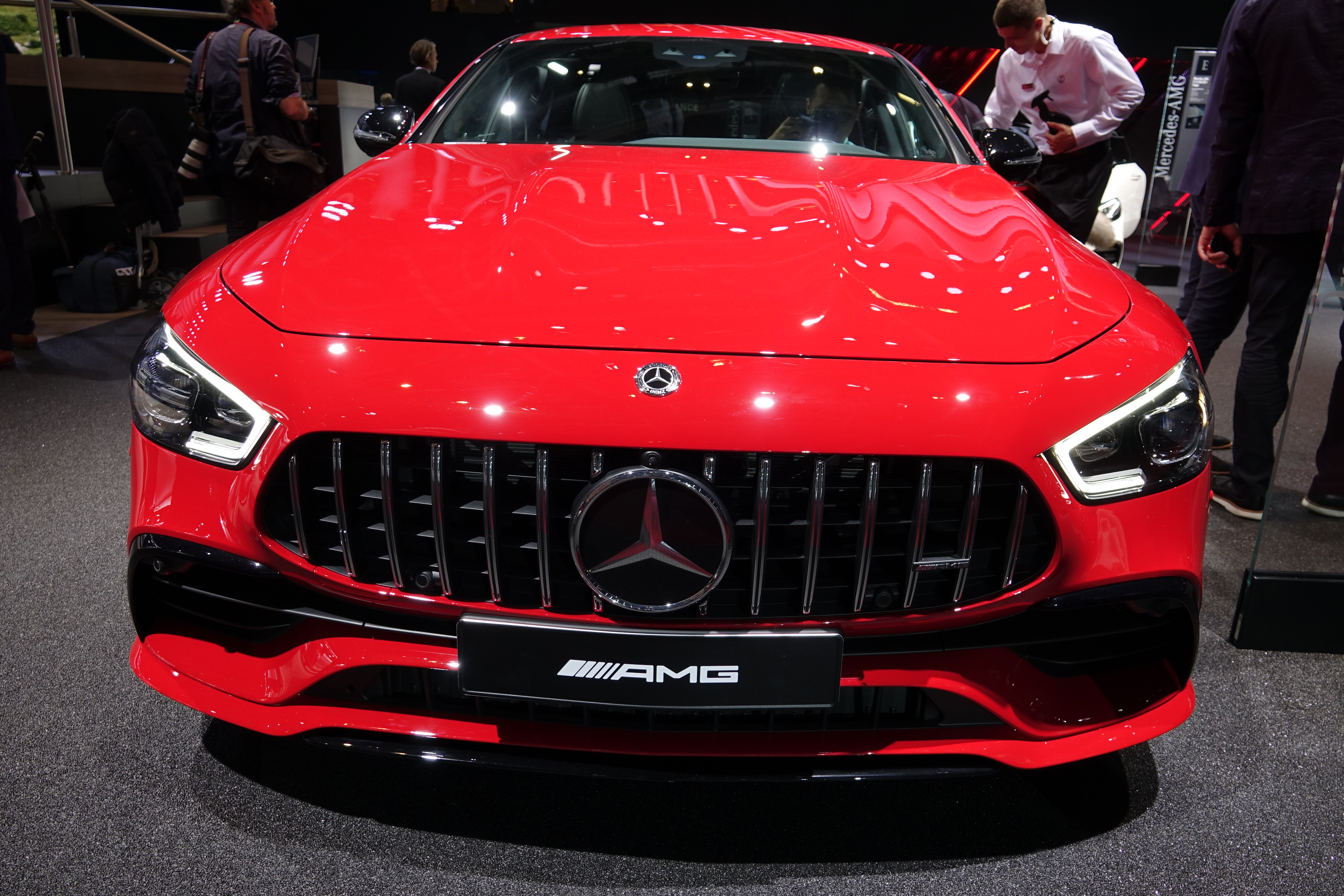
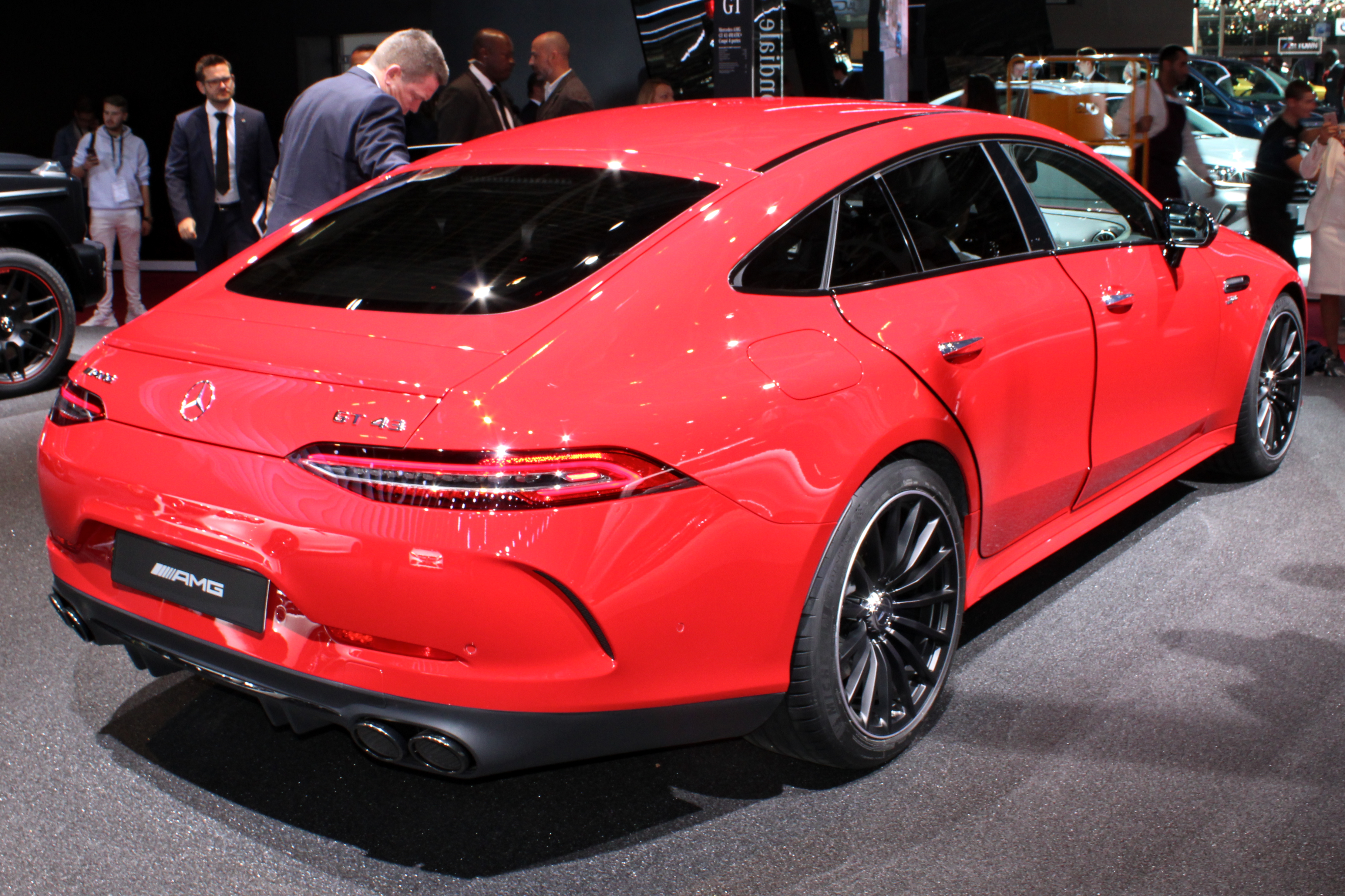
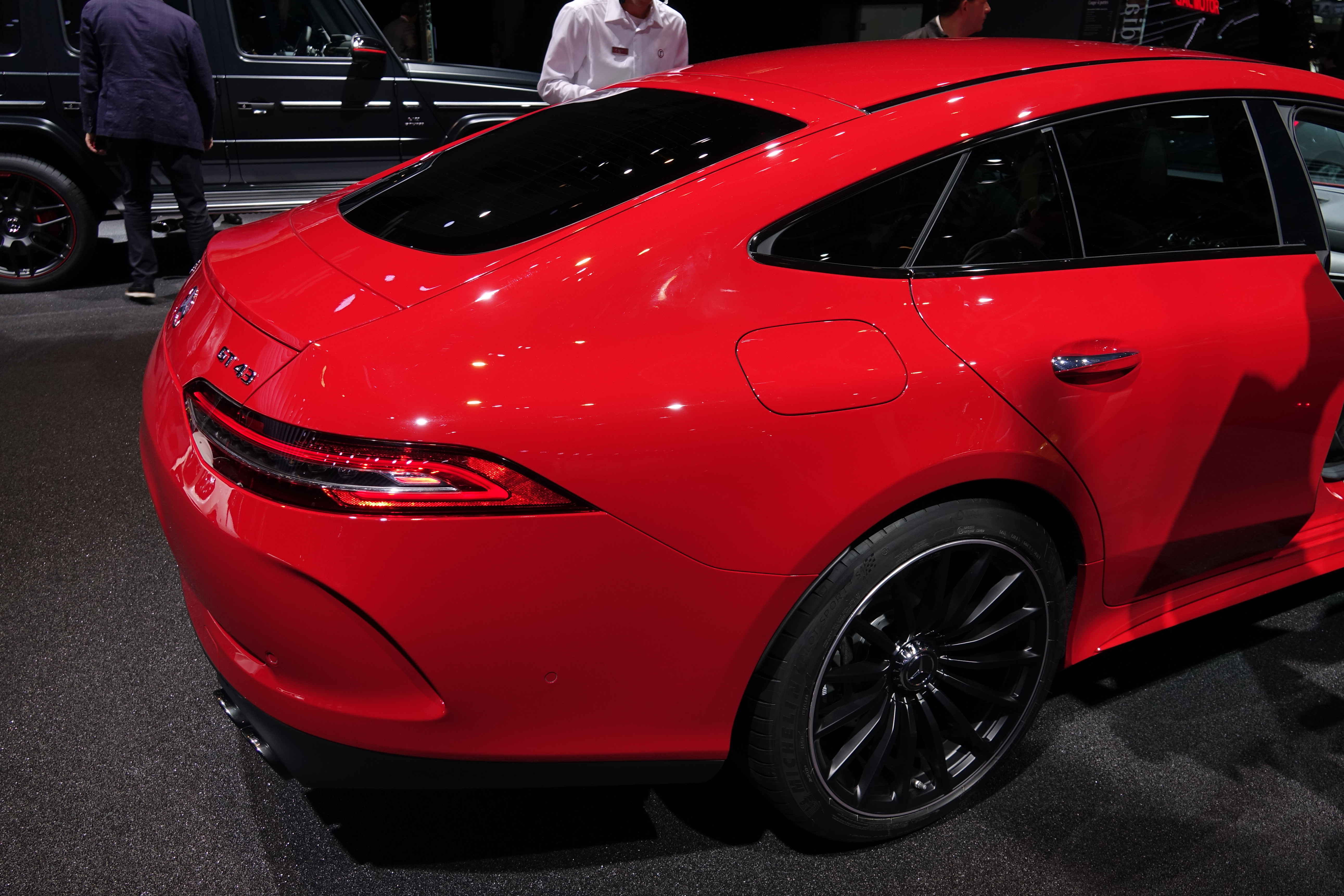

## Série spéciale
Au lancement de la GT en septembre 2018, Mercedes propose une série spéciale « Edition 1 » (valable uniquement la première année) basée sur l'AMG GT 63 S qui reçoit des équipements spécifiques.

## Concept car
La Mercedes-AMG GT 4 portes est préfigurée par le Mercedes-AMG concept présenté au salon international de l'automobile de Genève 2017.

Mercedes-AMG concept
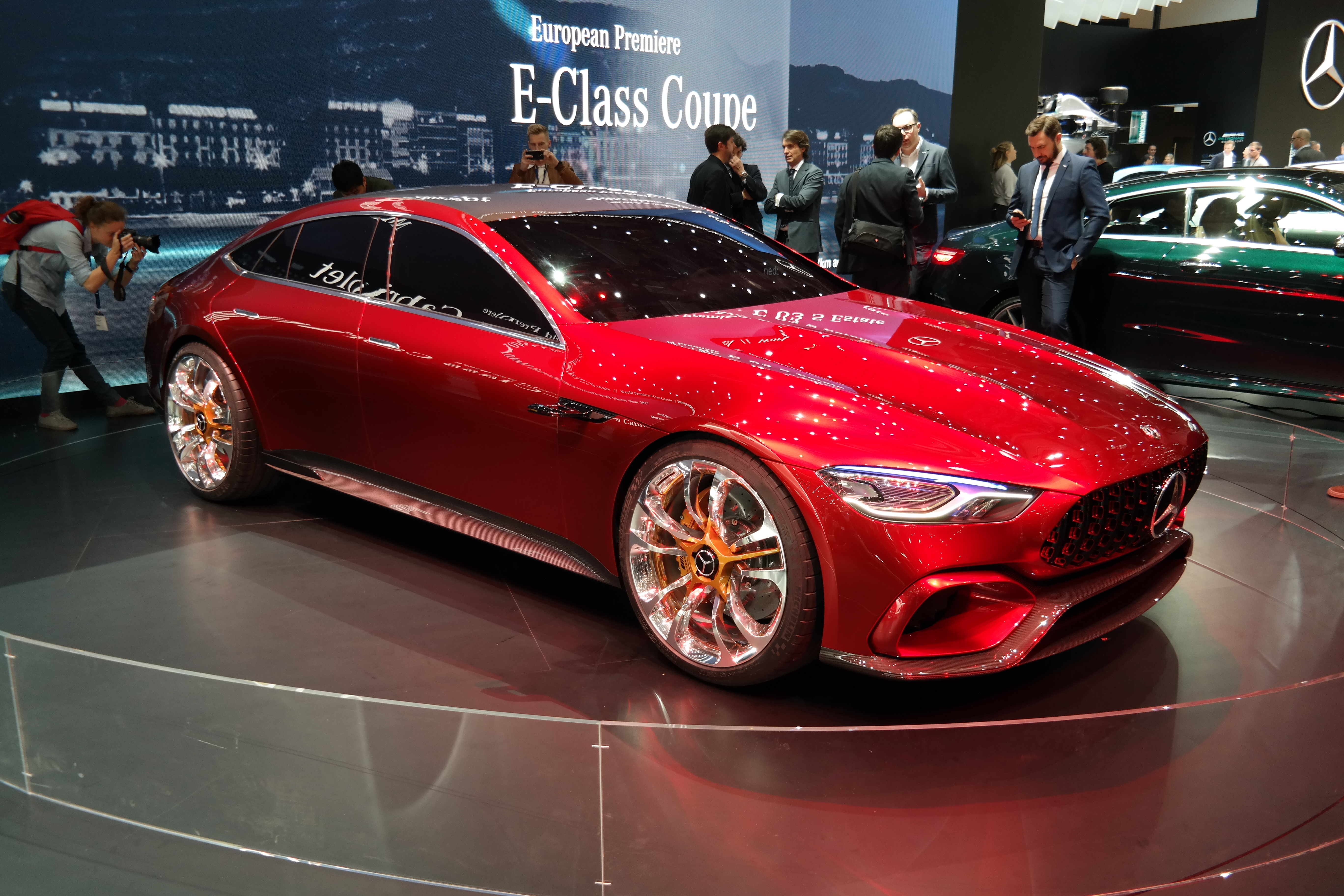
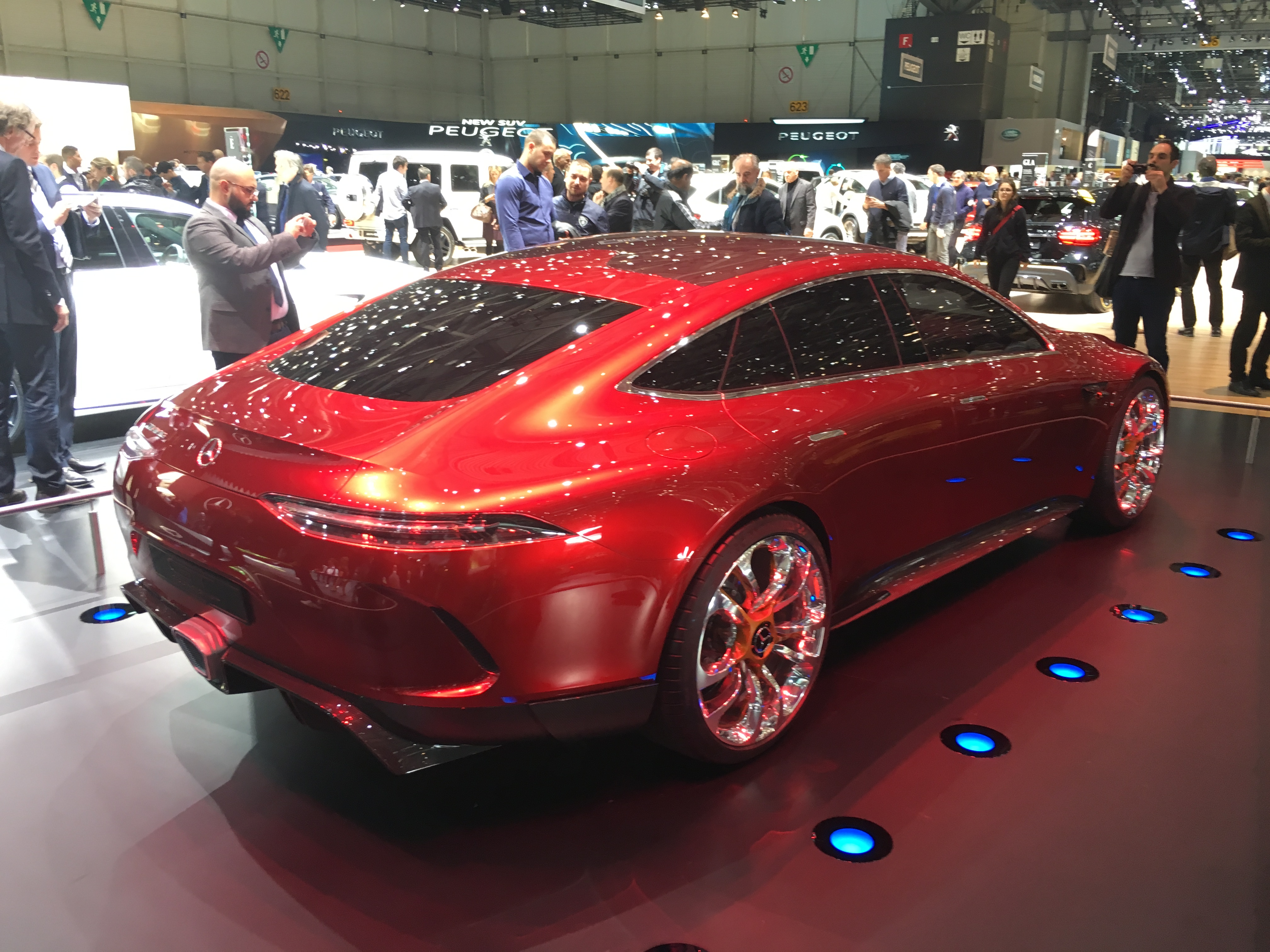